# Crisalide (Vola)
„Crisalide (Vola)” este o piesă muzicală a Valentinei Monetta care a reprezentat San Marino la Concursul Muzical Eurovision 2013.
Piesa a concurat în cea de-a doua semifinală a concursului, unde a ocupat locul al 11-lea, necalificându-se în finală. Ediția din 2013 marchează a doua ocazie cu care Monetta participă la concurs reprezentând Republica San Marino, ea clasându-se pe locul 14 în semifinală în anul predecent.
Cântecul a fost lansat pe 15 februarie 2013, iar videoclipul a avut premiera în aceeași zi în cadrul unei emisiuni menite să îl promoveze. Aceasta a fost transmisă de televiziunea sanmarineză SMRTV și de situl web eurovision.tv. A fost înregistrată și o variantă în engleză a melodiei, cu titlul „Chrysalis”, tot în scopuri promoționale.